# Poço da Panela

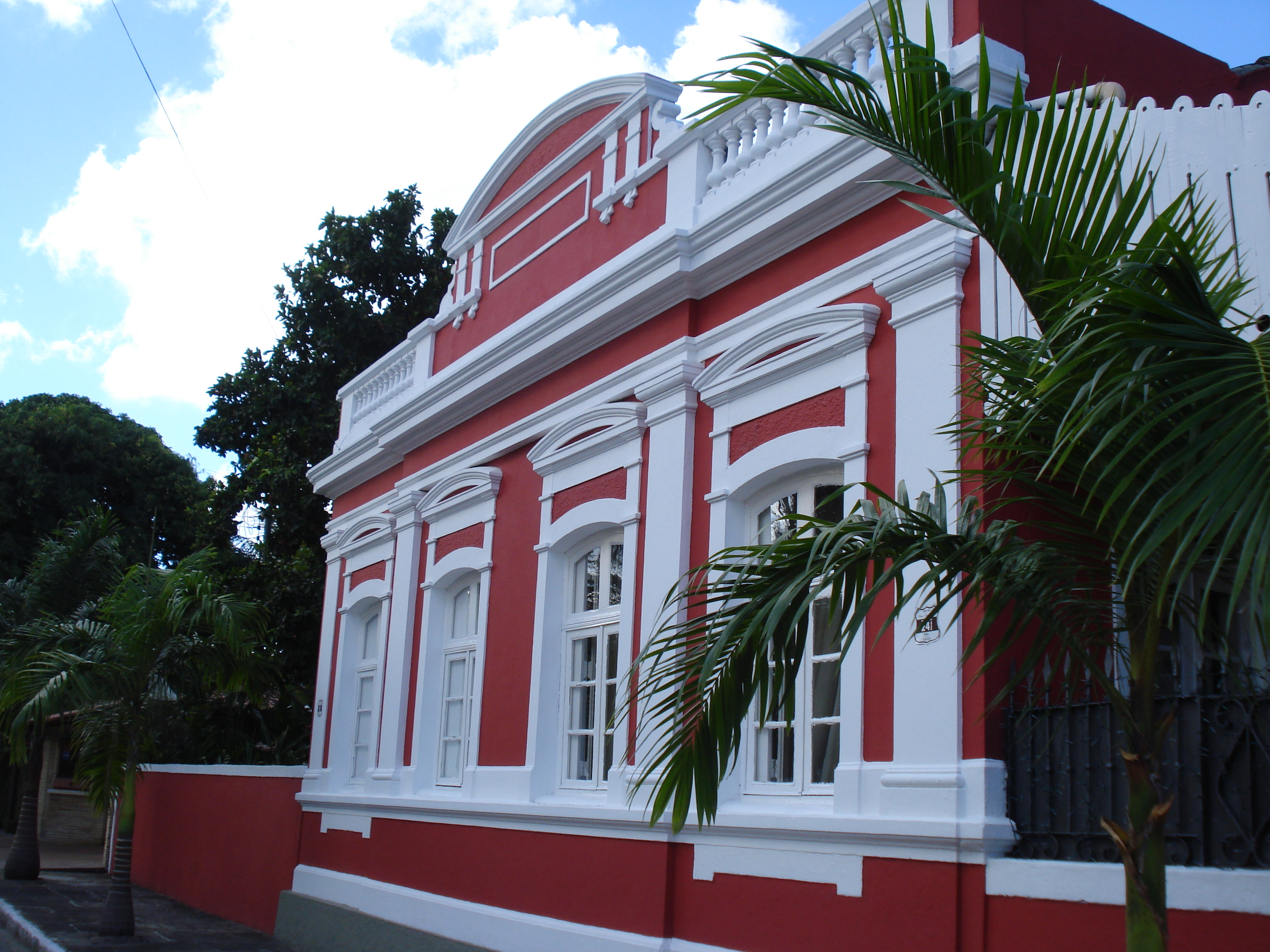
Poço da Panela

Poço da Panela es un barrio de Recife, que se encuentra en el norte de la ciudad. Tiene una superficie de 87 hectárea s, con una población residente de 4.006 personas y una tasa anual de crecimiento geométrico de 0,45.

## Historia
El Poço da Panela apareció alrededor del siglo. XVIII, pertenecía a la Tierra s de la Casa Forte. Al principio se trataba de una simple ciudad entre los grandes plantaciónes de la caña de azúcar, pero a partir de 1746 comenzó este perfil que desea modificar. En ese momento un gran epidemia (posiblemente cólera) se hizo cargo de la Recife y algunos médico s informó que los baños durante la verano, el tramo Capibaribe río que baña la ciudad, fue un  milagros medicina para combatir la enfermedad. El Noticias se extendió muy rápido y hecho esto región empezó a ser frecuentado por  rica de Recife, que pronto se edificó allí  Casas de  verano. La ciudad creció y en 1772 ganó una iglesia dedicada a Nuestra Señora de la Salud.Era un barrio predominantemente país hasta principios de los años 1970, cuando se dividió en | lotes [mucho [(propiedad) Parcela]] s, donde la clase media construyeron sus casas, comprar y ella vivía. Fue uno de los barrios más afectados por la completo de río Capibaribe de año de 1975.En el año 2011 fue un rumor en un nuevo desbordamiento río Capibaribe, debido a la noticia dada por el gobernador Campos la apertura de la se comporta  s de [la presa [| presa]] del río La gente inmediatamente interpretado como una tragedia que se avecinaba, y el rumor se extendió rápidamente. El los estudiantes si algunos padres de los alumnos de la escuela s que el distrito entró en el el pánico. No había prisa y mucho preocupación, y los estudiantes fueron puestos en libertad a principios de de clase s. Pero no pasó nada. Muchos han criticado al gobernador por haber aprobado un [información []] mal, pero él negó haber dicho que la apertura de las puertas era una manera de evitar nuevas inundaciones con el fin de proteger a los residentes río s.

## Actualidad

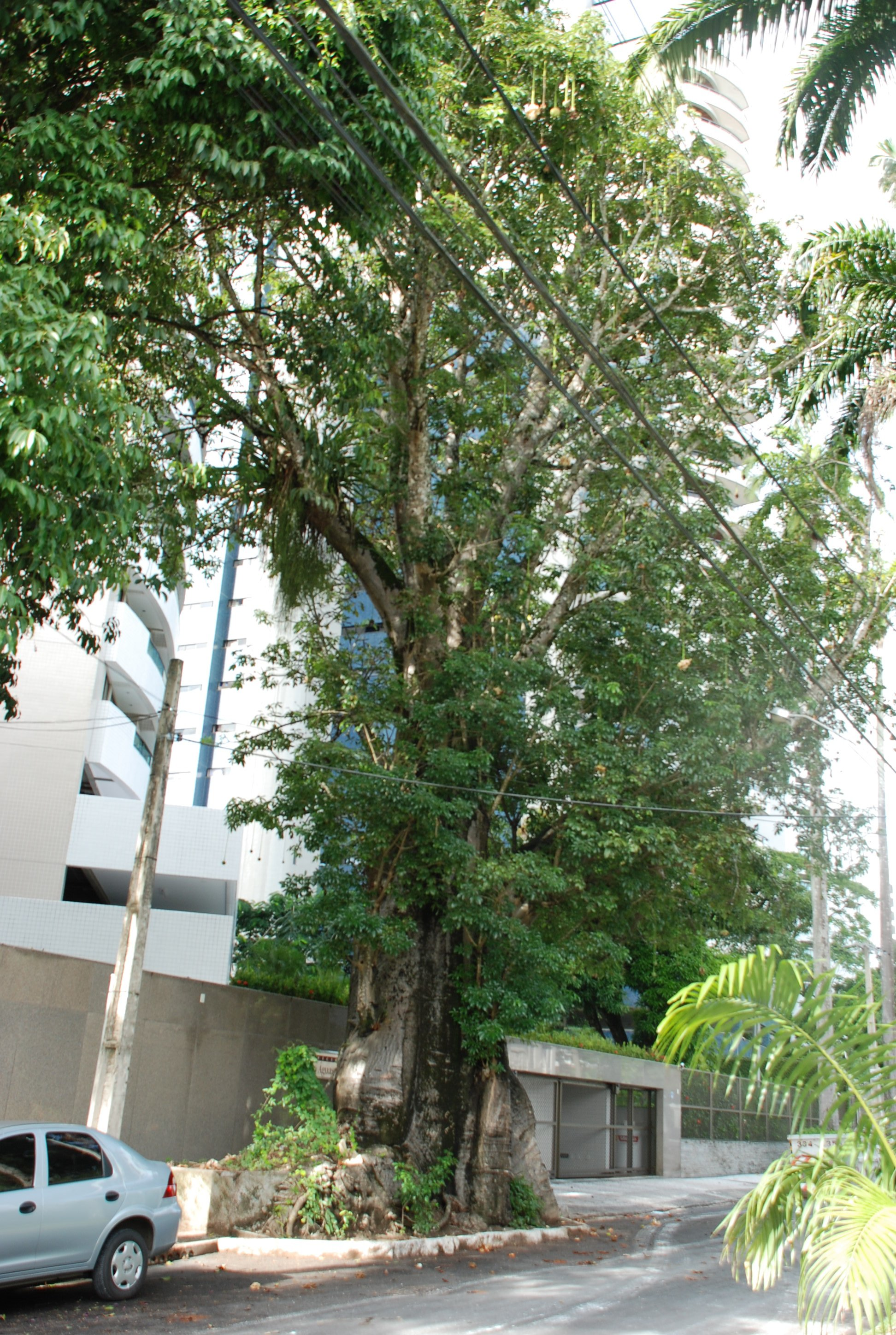
Baobá en Recife, en el barrio de Poço da Panela.

La mayoría de los residentes pertenecen a clase media baja. Sin embargo, no se debe excluir la presencia de los habitantes de clase media alta y clase alta, sobre todo, en la calle Marqués de Tamandaré . Tiene algunas comunidades pobres es pequeño sitio s. Junto a la iglesia vive la mayoría de los viejos barrios de bajos ingresos. Todos los residentes son atendidos por de recolección de basura comunes. Sin embargo, la recogida selectiva también está presente, aunque de forma menos intensa. En contraste, el de saneamiento no está disponible para todos los residentes. El pozo de la olla tiene una prohibición de la construcción de rascacielos, que es una zona inclinada de la ciudad de Recife, y una zona especial de conservación de Histórico y Cultural así como 32 en otros lugares de la ciudad. Los jardines están llenos de árboles frutales, tales como  manguera s, zapote árbol s, oiti árbol s, cajú s,  jaca s, entre muchos otros .  Aunque el Carnaval es nostalgia, porque es por ahí que bloque de paracaídas real lírica, de dibujo aficionados al sonido de antaño frevos de bloque.Conserva una muy baobab, que derivan del árbol de Madagascar y en raras
Estos árboles en Brasil se concentran principalmente en el estado de Pernambuco (donde hay 16 catalogados).

## Monumentos
- Estrada Real do Poço, la carretera principal del barrio
- Iglesia de Nuestra Señora de la Salud, la iglesia más grande en el barrio
- La historia Casario Pozo de Pan
- Casa de José Mariano: En frente de él hay una placa en honor a la abolicioniata infurmando, y un intelectual y un busto de la estatua de un esclavo liberado.
- Río Capibaribe

## Principales calles
- Estrada Real do Poço
- Rua Dona Olegarinha da Cunha
- Rua Luiz Guimarães
- Rua dos Arcos
- Rua Oliveira Goés
- Rua do Chacon

## Los residentes ilustres
- Ariano Suassuna
- Miguel Arraes

## Datos
Población por Sexo
- Hombres: 1.853
- Mujeres: 2153

, Población por grupos de edad:
- 0-4 años: 246
- 5 - 14 años: 532
- 15 a 39 años: 1.693
- 40 - 59 años: 984
- 60 años o más: 551

Tasa de alfabetización de la población de 15 años y más
92.75
Los hogares
- Hogares privados: 976
- Permanente Hogares privados: 971
- Improvisación Hogares privados: 5
- Unidades en hogares colectivos: 197

Densidad
Hogar * (Alojamiento / Residencia): 3,42
, Proporción de mujeres jefas de hogar:
32.65
, Mediante el uso cuantitativo Bienes Raíces (impuesto a la propiedad / Sec. de Hacienda.)
- Residencial: 1.017
- No Edificios Residenciales: 146
- Terreno: 891

, El ingreso nominal promedio mensual de los jefes de hogares con un ingreso mensual:
Total: 2.000,00